# Átlatl Cauac
Átlatl Cauac (‘Búho Lanzadardos’) es un personaje que aparece representado en una estela de Tikal (en la actual Guatemala), con características que lo asocian a la élite de Teotihuacán (al norte de la actual Ciudad de México). Al parecer, fue gobernante de esa ciudad, por lo que sería el único de ellos de quien se conoce su nombre.
Según la estela 31 de Tikal, habría accedido al trono (¿teotihuacano?) el 2 de mayo de 374 (fecha maya 8.16.17.9.0 11 Ahau 3 Uayeb).
Falleció en un ataque[cita requerida] (¿a los 65 años de reinado?) contra la ciudad zapoteca de Monte Albán[cita requerida] el 9 de junio de 439 (fecha maya 9.0.3.9.18 12 Etz’nab 11 Sip).

## Vida
Durante su reinado, Átlatl Cauac reforzó el ya floreciente comercio con Dani Baa' (Monte Albán). Ordenó una expedición comercial hacia el este. Dicha expedición cumplió su objetivo exitosamente, pues en 379 llegó a Tikal. Después se lanzó a la conquista de los reinos mayas, logrando dominar Tikal y Uaxactún. Impuso en estas dos ciudades a un gobernador representante de Teotihuacán: Siyaj K'ak' (en Tikal) y Nun Yax Ayin (en Uaxactún).
Inició una campaña contra Monte Albán[cita requerida], falleciendo el 9 de junio de 439 (fecha Maya 9. 0. 3. 9.18 12 Etz'nab' 11 Sip) durante el asedio a la ciudad zapoteca,[cita requerida] durante el reinado en Tikal de su nieto, Sihyaj Chan K'awiil II ("Cielo de Tormenta").